# Landiona
Landiona är en ort och kommun i provinsen Novara i regionen Piemonte i Italien. Kommunen hade 563 invånare (2018).